# صوروفاغانكس
الصوروفاغانكس (وتعني «سيد آكلي السحالي») هو جنس من الديناصورات الألوصورية، يَضم ديناصوراً عاشَ خلال
الفترة الكميردجية من العصر الجوراسي المتأخر (قبل 151 مليون عام) وعُثر على بقاياه في تشكيل موريسون بولاية أوكلاهوما الأمريكية. يَعتبر بعض العلماء الصوروفاغانكس نوعاً من الألوصور يُطلقون عليه «الألوصور. ماكسيمس»، لكن مع ذلك فإن آخرين يَرون أنه جنس منفصل قائم بذاته. يَبلغ طول هذا الديناصور 13 متراً، وهو ما يَجعله ديناصوراً ضخماً حتى عندَ مقارنته بالألوصوريات الأخرى، كما أنه يتميز تشريحياً بامتلاكه صفيحتي قوس فقري أفقيتين تقعان عند جذر أشواكه الظهرية.
يُعد الصوروفاغانكس أحد أكبر ضواري العصر الجوراسي المتأخر في قارة أمريكا الشمالية، إذ وصلت بعض تقديرات طوله إلى 14 و15 متراً.

## الاكتشاف

مقارنة أحجام بين الصوروفاغانكس وأقاربه من الألوصوريات، أسماء الديناصورات من الأكبر إلى الأصغر: الصوروفاغانكس ماكسيمس والإبانترياس. أمبليكسوس والألوصور. فراغيلس.

اكتشفَ جون ويليس ستوفول في عامي 1931 و1932 بقايا ثيروبود كبير قربَ كنتون في مقاطعة سيمارون بولاية أوكلاهوما الأمريكية، في طبقات الفترة الكميردجية المتأخرة. وقد أطلق ستوفول على هذه البقايا اسمَ «الصوروفاغانكس. ماكسيمس»، ونُشرَ الاسم عام 1941 في مقال للصحفي «غريس إيرنستن ري». اشتق اسم الجنس من الكلمتين الإغريقيتين «ساورس» بمعنى «السحلية» و«فاغين» بمعنى «الأكل»، وبجمعهما معاً على هذه الصورة يُصبح معناهما «آكل السحالي» (صوروفاغوس)، أما اسم النوع (ماكسيمس) فهوَ يعني «الأكبر» في اللغة اللاتينية. لكن بما أن المقال الذي نُشرَ فيه الاسم أول مرة لم يَتضمن وصفاً للعينة المُكتشفة فقد ظلَّ هذا الاسم اسماً مجرَّداً، ثم وصف ستوفول اكتشافاته أخيراً في عام 1950. وفي عام 1987 توصل العالم سبنسر جورج لوكاس إلى أن العينة التي يُفترض أن تكون النوع الأساسي للصوروفاغانكس من بين العينات المختلفة التي عثر عليها هي العينة المرقمة بـ"OMNH 4666"، وهي عبارة عن عظمة ظنبوب.
لكن تبيَّن لاحقاً أن اسم «الصوروفاغوس» كان مستخدماً بالفعل، حيث أطلقه ويليام سوانيون عام 1831 على آكل ذباب عظيم، وهو آكل سحالي حقيقيّ. ونتيجة لهذا الأمر فقد ابتكر «دانييل شيور» عام 1995 جنساً جديداً للديناصور الذي اكتشفه ستوفول، وأسماه «الصوروفاغانكس»، حيث أضاف إلى الاسم الأصلي كلمة «آناكس» الإغريقية التي تعني «الحاكم». كما توصل شيور إلى أن عظمة الظنبوب التي اعتبرت النوع الأساسي للديناصور لم تكن مُتربطة ارتباطاً وثيقاً بالألوصور.
يُعد الصوروفاغانكس ماكسيمس أحفورة ولاية أوكلاهوما الرسمية (حيث تملك معظم الولايات الأمريكية على غرار الشعار أحفورة ترمز إليها، وهي هذا الديناصور في حالة أوكلاهوما). كما أن الولاية تمتلك هيكلاً عظمياً كبيراً له في القاعة الجوراسية بـ«متحف سام نوبل أوكلاهوما للتاريخ الطبيعي».
تصنيف الصوروفاغانكس هو موضوع للجدل. فالبعض يعتبر جنساً قائماً بذاته، فيما يَعده آخرون نوعاً من الألوصور باسم «الألوصور. ماكيسمس». أما أحدث دراسة تصنيفية لفرع التيتانوريات (الذي تنتمي إلهيا الألصورويات جميعاً)، فقد أيدت أن يَكون الصوروفاغانكس جنساً منفصلاً عن الألوصور.